# Tanguy Turgis
Tanguy Turgis, nascido a 16 de maio de 1998 em Bourg-la-Reine, é um ciclista francês, membro da equipa Team Vital Concept. É irmão dos também ciclistas profissionais Anthony Turgis e Jimmy Turgis.

## Palmarés
2017 (como amador)
- Omloop Het Nieuwsblad sub-23